# Piłkarz roku na Białorusi
Piłkarz roku na Białorusi - coroczny plebiscyt na najlepszego białoruskiego piłkarza grającego w kraju lub poza jego granicami. O wyniku plebiscytu decydują głosy oddane przez przedstawicieli wydań prasowych i internetowych, agencji informacyjnych, radia i telewizji oraz służb prasowych białoruskich piłkarskich klubów.
W latach 1983–1991 organizatorem była gazeta Fizkulturnik Biełorusii, a od 1992 gazeta Pressbol.

## Zwycięzcy
| Rok  | Piłkarz                |
| ---- | ---------------------- |
| 1983 | Siarhiej Hocmanau      |
| 1984 | Siarhiej Alejnikau     |
| 1985 | Siarhiej Hocmanau      |
| 1986 | Siarhiej Alejnikau     |
| 1987 | Siarhiej Hocmanau      |
| 1988 | Siarhiej Alejnikau     |
| 1989 | Siarhiej Hocmanau      |
| 1990 | Alaksandar Miatlicki   |
| 1991 | Jury Kurbyka           |
| 1992 | Andrej Zyhmantowicz    |
| 1993 | Siarhiej Hierasimiec   |
| 1994 | Andrej Zyhmantowicz    |
| 1995 | Walancin Bialkiewicz   |
| 1996 | Uładzimier Makouski    |
| 1997 | Andrej Łauryk          |
| 1998 | Alaksandar Chackiewicz |
| 1999 | Siarhiej Hurenka       |
| 2000 | Alaksandar Chackiewicz |
| 2001 | Hienadź Tumiłowicz     |
| 2002 | Alaksandar Hleb        |
| 2003 | Alaksandar Hleb        |
| 2004 | Maksim Ramaszczanka    |
| 2005 | Alaksandar Hleb        |
| 2006 | Alaksandar Hleb        |
| 2007 | Alaksandar Hleb        |
| 2008 | Alaksandar Hleb        |
| 2009 | Alaksandar Kulczy      |
| 2010 | Juryj Żaunou           |
| 2011 | Alaksandr Hutar        |
| 2012 | Renan Bressan          |
| 2013 | Cimafiej Kałaczou      |

## Inne
- Piłkarz roku w ZSRR